# Proteus (måne)
För andra betydelser, se Proteus (olika betydelser).
Proteus (grekiska Πρωτέας) är en av Neptunus månar.

## Upptäckt
Proteus upptäcktes på bilder tagna av Voyager 2 under förbiflygningen av Neptunus 1989. Proteus fick den temporära beteckningen S/1989 N 1. Stephen P. Synnott och Bradford A. Smith tillkännagav dess upptäckt den 7 juli 1989. Proteus upptäcktes på 17 bilder tagna på 21 dagar vilket ger upptäcktsdatumet till någon gång före den 16 juni. Den namngavs den 16 september, 1991. 

## Fysiska egenskaper

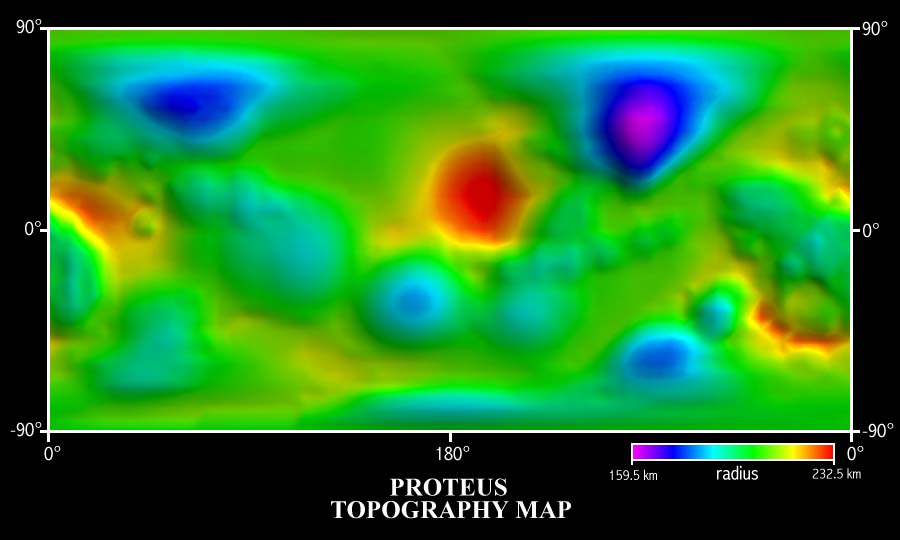
En topografisk karta över Proteus.

Proteus har en diameter på mer än 400 kilometer, större än Nereid, en annan Neptunusmåne. Emellertid upptäcktes inte Proteus av jordbaserade teleskop eftersom den befinner sig så nära planeten att månen försvann i det starka ljuset från Neptunus. Proteus är ett av de mörkaste objekten i solsystemet, lika mörk som sot och likt Saturnus måne Phoebe reflekterar den bara 6 procent av det solljus som träffar den.
Proteus starkt bekratrade yta visar inga tecken på geologisk aktivitet. Den är oregelbundet formad och forskare tror att Proteus är ungefär så stor som en kropp av dess densitet kan bli, utan att den drar ihop sig till sfärisk form. Saturnus måne Mimas är mer regelbundet sfäriskt formad trots att den är mycket mindre massiv än Proteus.